# ساپوگودا
ساپوگودا (به لاتین: Sapugoda) یک منطقهٔ مسکونی در سری‌لانکا است که در استان جنوبی (سری‌لانکا) واقع شده‌است.